# トマス・ハワード (第5代ノーフォーク公)
第5代ノーフォーク公爵トマス・ハワード（英: Thomas Howard, 5th Duke of Norfolk、1627年3月9日 - 1677年12月13日）は、イングランドの貴族。
1652年に父よりアランデル伯爵位を継承し、ついで1660年には高祖父トマスが保有したノーフォーク公爵位の復権を勅許された。心神喪失者であり、死去するまでイタリアに監禁されていた。

## 経歴
1627年3月9日、第22代アランデル伯爵ヘンリー・ハワードとその妻エリザベス（第3代レノックス公爵エズメイ・ステュワートの娘）の息子としてロンドン・ストランド・アランデル・ハウスに生まれる。
1652年4月17日に父の死去により第23代アランデル伯爵以下6つの爵位を継承。1654年6月3日にシュルーズベリー伯爵タルボット家出身の祖母アレシア・ハワードの死去により第14代ファーニヴァル男爵と第15代タルボット男爵を継承した。さらに王政復古後の1660年12月にはチャールズ2世により高祖父トマスが保有していたノーフォーク公爵位の復権を勅許され、第5代ノーフォーク公爵となった。
しかし彼は18歳の時の1645年に熱病を患ったのが原因で訳のわからないことばかりしゃべる心神喪失者になったといい、死去する1677年まで長弟ヘンリー（後の第6代ノーフォーク公爵）によってイタリア・パドヴァに監禁され続けた。これについて末弟はヘンリーによる公位簒奪と議会に訴えているが、結局不問に終わった。興味を持った回想録作家のリアズビーが真偽を確かめるべくパドヴァまで行ってノーフォーク公と会見したが、彼は帰国後に議会で「公爵は心神喪失者の特徴をすべて備えている」と証言している。
1677年12月31日にイタリア・パドヴァで死去。爵位は弟のヘンリーが継承した。

## 爵位
1652年4月17日の父ヘンリー・ハワードの死により以下の爵位を継承した。
- 第23代アランデル伯爵 (23rd Earl of Arundel)
(1138年頃創設のイングランド貴族爵位)
- 第6代サリー伯爵 (6th Earl of Surrey)
(1483年6月28日の勅許状によるイングランド貴族爵位)
- 第3代ノーフォーク伯爵 (3rd Earl of Norfolk)
(1644年6月6日の勅許状によるイングランド貴族爵位)
- 第16代モウブレー男爵 (16th Baron Mowbray)
(1283年の議会招集令状（英語版）によるイングランド貴族爵位)
- 第17代セグレイヴ男爵 (17th Baron Segrave)
(1295年の議会招集令状によるイングランド貴族爵位)
- 第13代マルトレイヴァース男爵 (13th Baron Maltravers)
(1330年6月5日の議会召集令状によるイングランド貴族爵位)
- 第3代フィッツアラン＝クラン＝オズワルデスタ男爵 (3rd Baron FitzAlan, Clun and Oswaldestre)
(1627年の議会法によるイングランド貴族爵位)

1654年6月3日に祖母アレシア・ハワード（旧姓タルボット）の死により以下の爵位を継承
- 第14代ファーニヴァル男爵（英語版） (14th Baron Furnivall)
(1295年6月24日の議会招集令状によるイングランド貴族爵位)
- ブラックミアの第18代ストレンジ男爵 (18th Baron Strange of Blackmere)
(1308年3月4日の議会招集令状によるイングランド貴族爵位)
- 第15代タルボット男爵（英語版） (15th Baron Talbot)
(1331年1月27日の議会招集令状によるイングランド貴族爵位)

1660年12月29日に高祖父トマス・ハワードが保有していた以下の爵位の復権が認められた。
- 第5代ノーフォーク公爵 (5th Duke of Norfolk)
(1483年6月28日の勅許状によるイングランド貴族爵位)